# Chiesa del Santo Nome di Gesù
La chiesa del Santo nome di Gesù (in polacco: Kościół Imienia Jezus), o semplicemente chiesa dei Gesuiti, è una chiesa cattolica di Breslavia, in Polonia. 
Rappresenta uno dei capolavori dell'architettura barocca nel Paese.

## Storia e descrizione

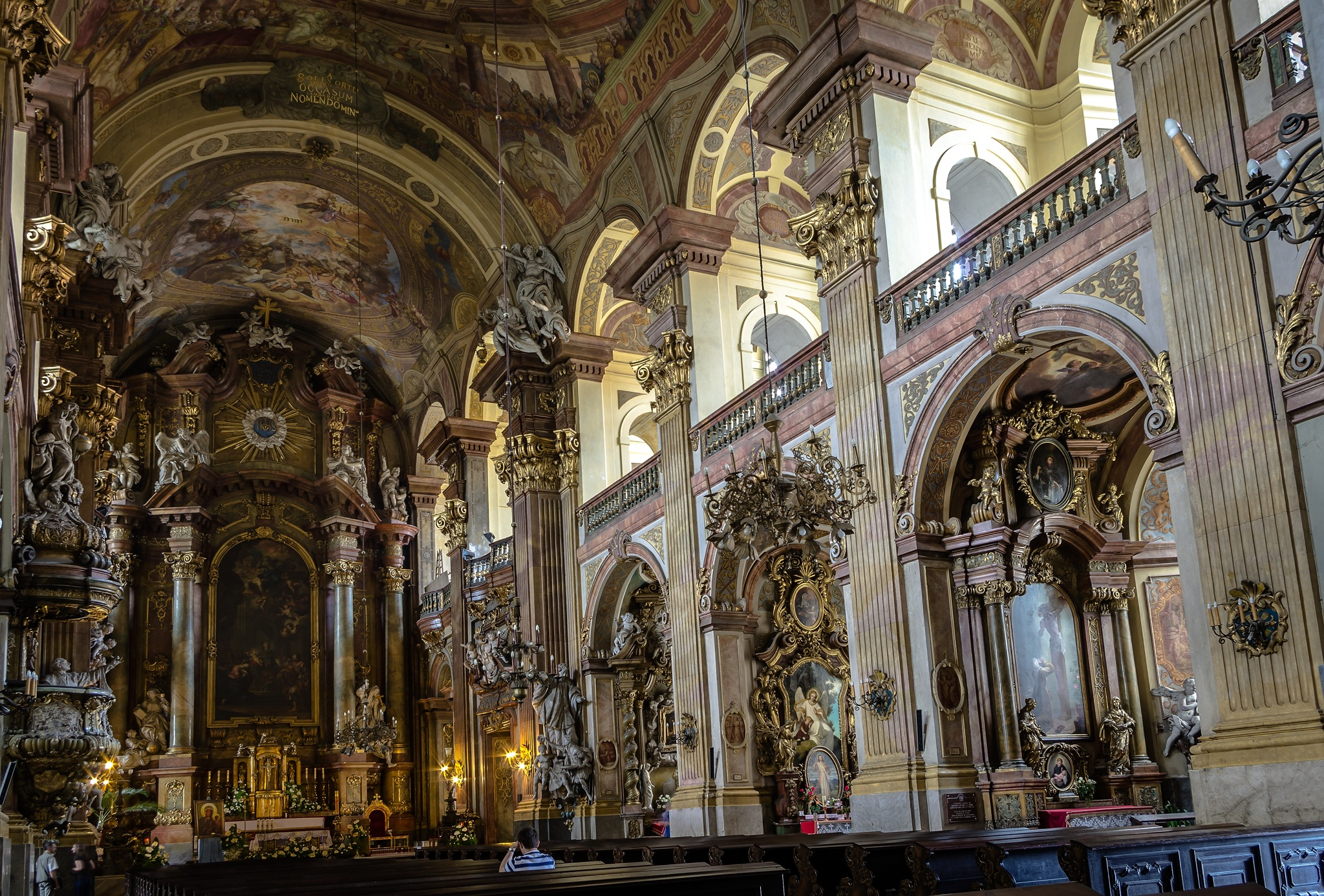
Veduta dell'interno.

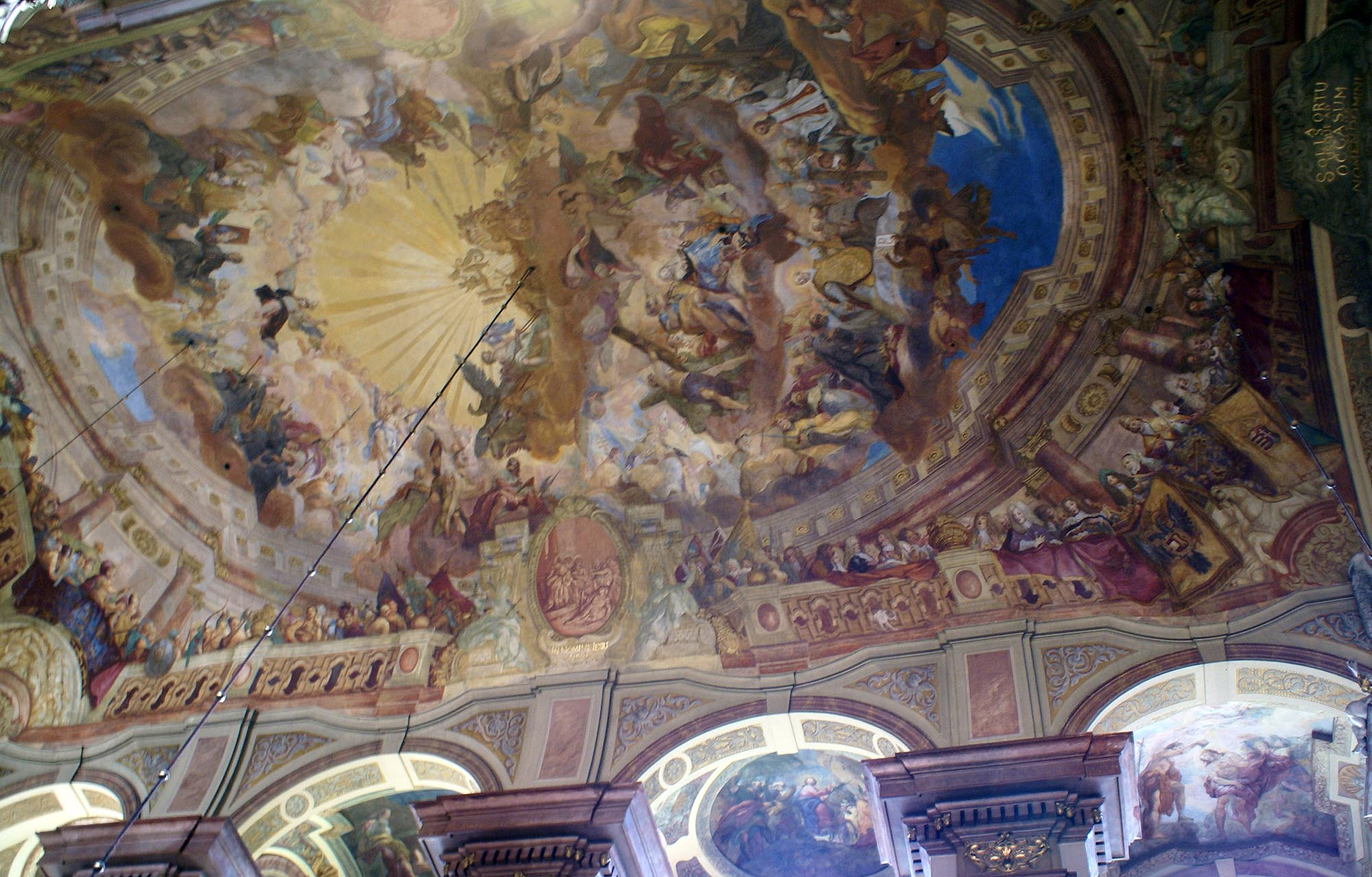
La volta affrescata da Rottmayr.

I gesuiti arrivarono in città dopo la guerra dei trent'anni e nel 1695 ricevettero in dono il terreno, anticamente occupato dal castello dei Piast, dall'imperatore Leopoldo I d'Asburgo per potervi costruire il loro collegio (oggi divenuto l'Università di Breslavia) e la loro chiesa.
Il progetto della chiesa venne affidato all'architetto italiano Teodoro Moretti che s'inspirò alla chiesa del Gesù di Roma; e la costruzione venne diretta da Matthäus Biener, fino alla sua morte nel 1692, poi da Johann Georg Knoll.
L'edificio venne consacrato il 30 luglio 1698 e aperto al culto, ma i lavori continuarono. Nel 1700 si realizzò la facciata e fra il 1703 e il 1706 il grande pittore austriaco Johann Michael Rottmayr dipinse le volte con la Glorificazione di Cristo, uno dei suoi capolavori.
Fra il 1724 e il 1737 l'arcivescovo di Breslavia Francesco Luigi del Palatinato-Neuburg commissiona all'architetto gesuita Christoph Tausch una decorazione rococò dell'interno. Tausch disegnerà gli stucchi, i pilastri, le cornici e gli ornamenti, poi realizzati da Ignatius Provisore. Nel 1725 dipinge la pala dell'altar maggiore con la Circoncisione di Gesù e nel 1726 ne disegna l'altar maggiore. Nel 1727-28 progetta anche i preziosi arredi dei confessionali, del pulpito, dei candelieri e lampadari.
La cappella di San Francesco Saverio venne decorata da Franz Joseph Mangold, già autore dell'Aula Leopoldina dell'università.
Johann Albrecht Siegwitz realizza i due imponenti confessionali e le statue dei santi Ignazio di Loyola e Francesco Saverio.
L'organo venne realizzato nel 1926 dalla celebre casa Wilhelm Sauer di Francoforte sull'Oder.